# 歷山大廈

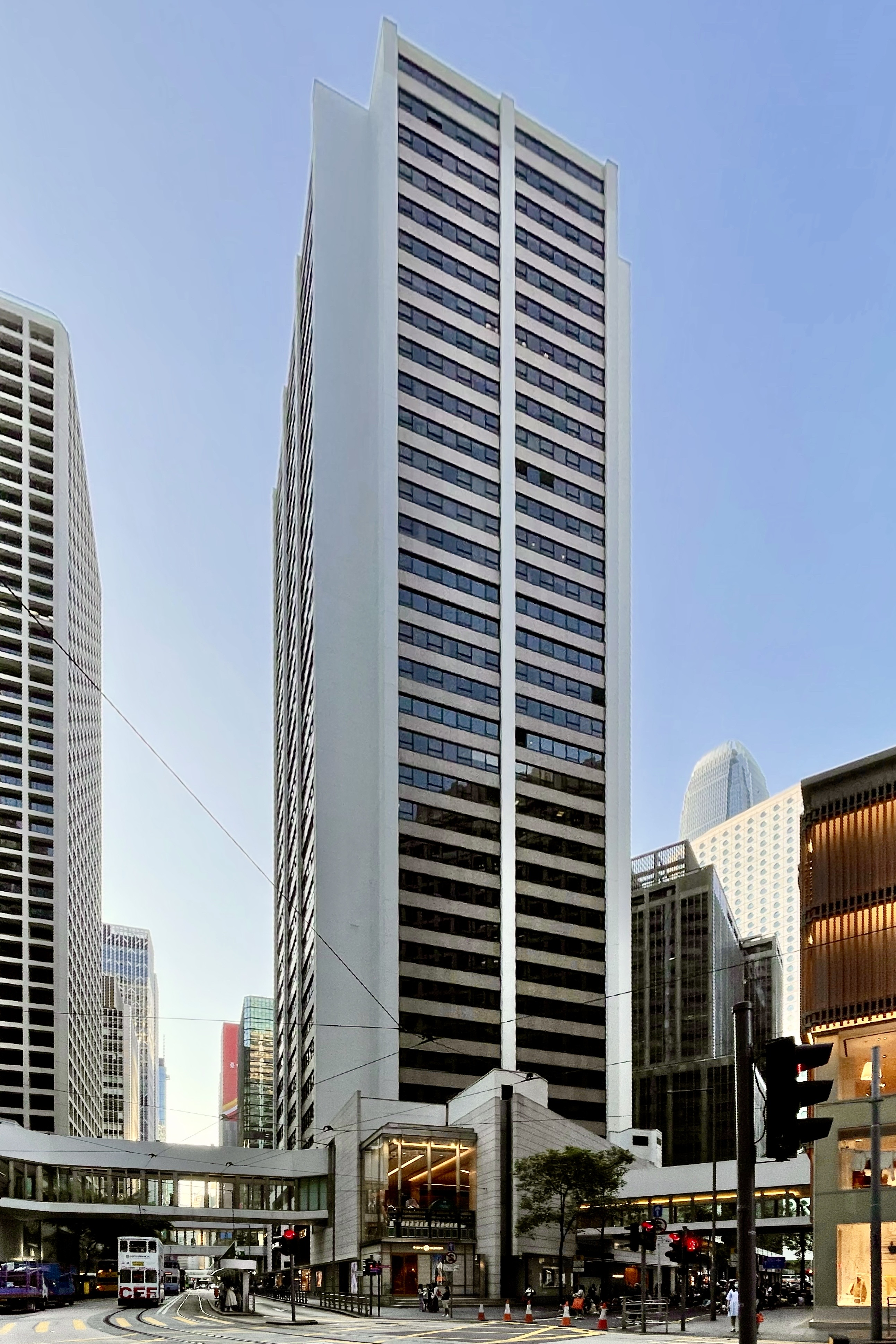
歷山大廈外貌

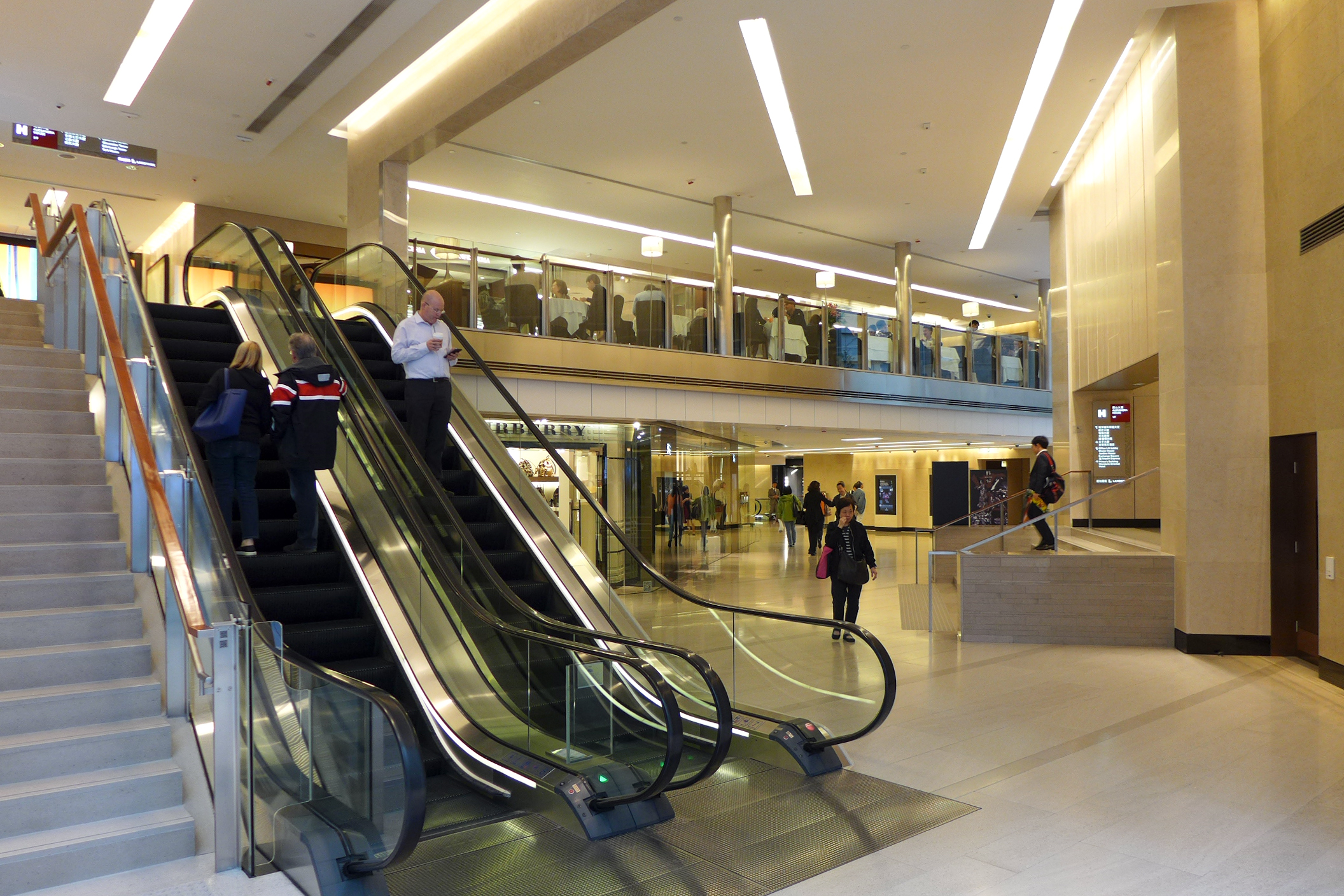
歷山大廈商場 － 置地歷山

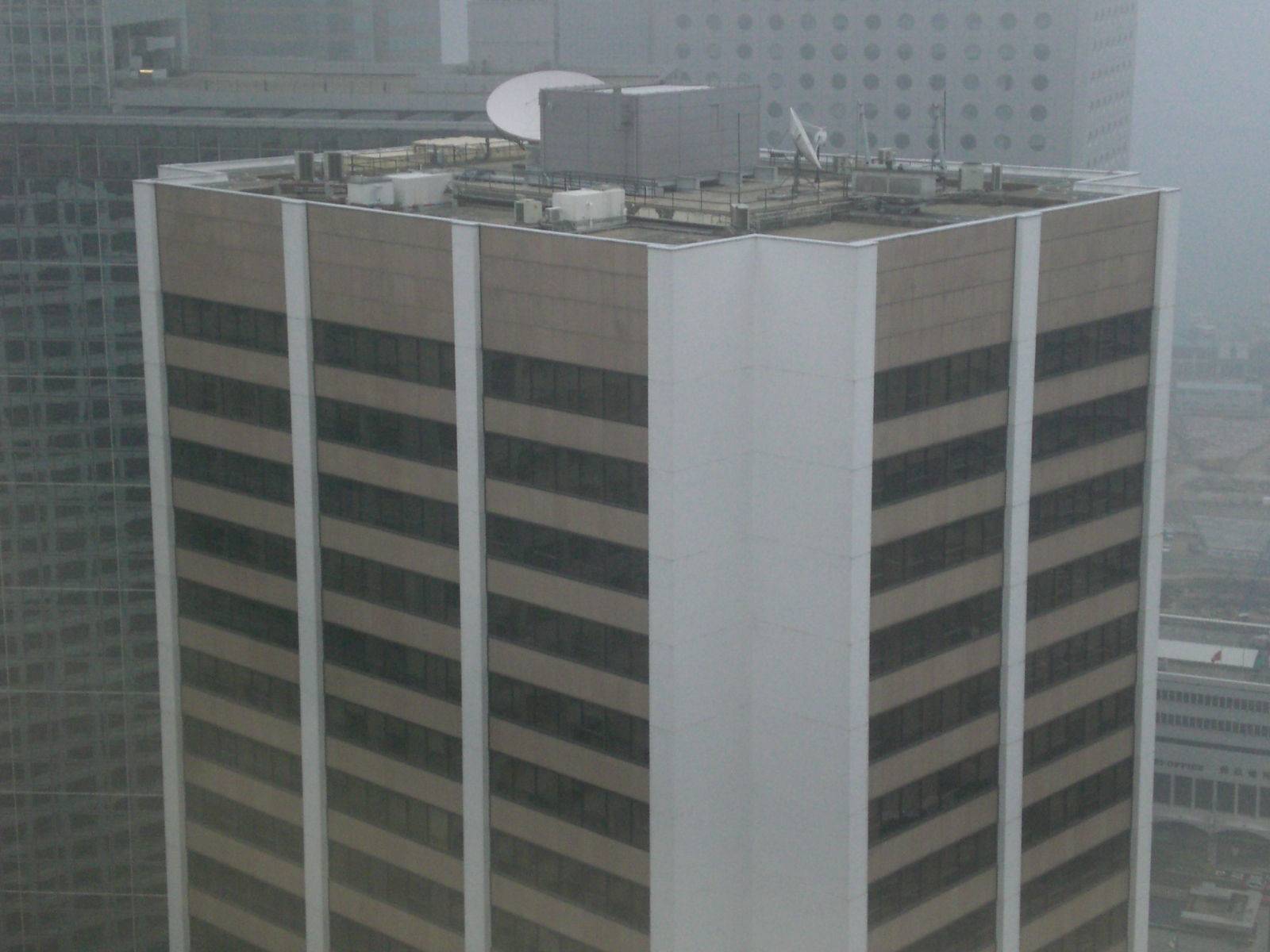
天台

歷山大廈（英語：Alexandra House，又名亞歷山德拉大廈），是一座位於香港港島中環遮打道16至20號的商業大廈，為香港置地物業，東面是雪廠街6號，南面是德輔道中7至15號。歷山大廈基座地庫至二樓為購物商場置地歷山。

## 歷史
第一代的歷山大廈——亞歷山大行（Alexandra Building）建成於1904年，以英國君主愛德華七世配偶丹麥的亞歷山德拉命名，位於遮打道及德輔道中交界的三角地段以西，毗連以東的建築物是皇室行（Royal Building）。大廈落成期間曾南華早報將之形容為「賦有最嚴謹文藝復興風格的新建築物」，亦是當時屈臣氏大藥房的總部所在。
第一代歷山大廈在1950年拆卸重建，第二代歷山大廈（第一期）建成於1952年6月。其東面相連的皇室行，1900年落成，南翼為1902年開幕的英皇酒店，1929年3月11日發生大火後結業，後易名為中天行（Chung Tin Building），北翼1904年落成，先租給連卡佛百貨公司，遷出後，1926年四海大酒店在此開業，1930年12月轉由思豪大酒店（Hotel Cecil）經營。置地公司1953年把整幢皇室行（Royal Building）收購，1954年1月中天行及思豪酒店開始拆卸，1956年2月22日歷山大廈新翼（第二期）落成，大廈所在的三角地段亦得以統一。
早於1972年，置地已醞釀重建第二代歷山大廈；而在1973年，政府曾一度建議將環球大廈現址換予香港置地，從而將歷山大廈改作公園，並獲得置地大部分部門支持。然而，因時間不合，該計劃隨即告吹。
1974年，香港置地宣佈進行中環物業重建計劃，其中的第一期，就是要重建這幢只有20多年樓齡的第二代歷山大廈。拆卸工程在1974年5月29日開始。第三代歷山大廈的工程於1976年建成，樓高34層，新廈在1976年9月獲入伙紙，10月入伙。而港鐵中環站H出口在79至81年間啟用。
2012年，置地公司整合其下中環四座物業的零售樓層，統一使用「置地廣塲（LANDMARK）」的品牌。歷山大廈的商舖樓層命名為置地歷山（LANDMARK ALEXANDRA）。 （页面存档备份，存于）
2015年8月26日據土地註冊處資料顯示，D&G以每月269萬元續租歷山大廈之地下2號舖及1樓101B號舖，租約期至2019年底，新月租比2010年月租150萬元高近八成，而若以去年月租196萬元相比亦有37%升幅。
由2022年起，大廈加強保安，往寫字樓的升降機大堂加設閘機。

## 簡介
歷山大廈是甲級商廈，地庫為美心集團的北京樓，並貼近港鐵中環站。地下及一樓是Prada及多間名店，二樓為星巴克咖啡店及COVACafe。上層辦公室的租戶也是國際著名律師事務所、會計師行、銀行和消費品等。例如佳士得、的近律師行（3-7樓、14樓及21樓）、利豐（1937年）有限公司、安本國際基金管理有限公司（Aberdeen Fund Manager Limited）和莊士企業。
歷山大廈由中區行人天橋系統連接鄰近地標建築物，包括東亞銀行大廈、置地廣場（即是告羅士打大廈、公爵大廈）、中建大廈、遮打大廈、太子大廈及香港文華東方酒店等。

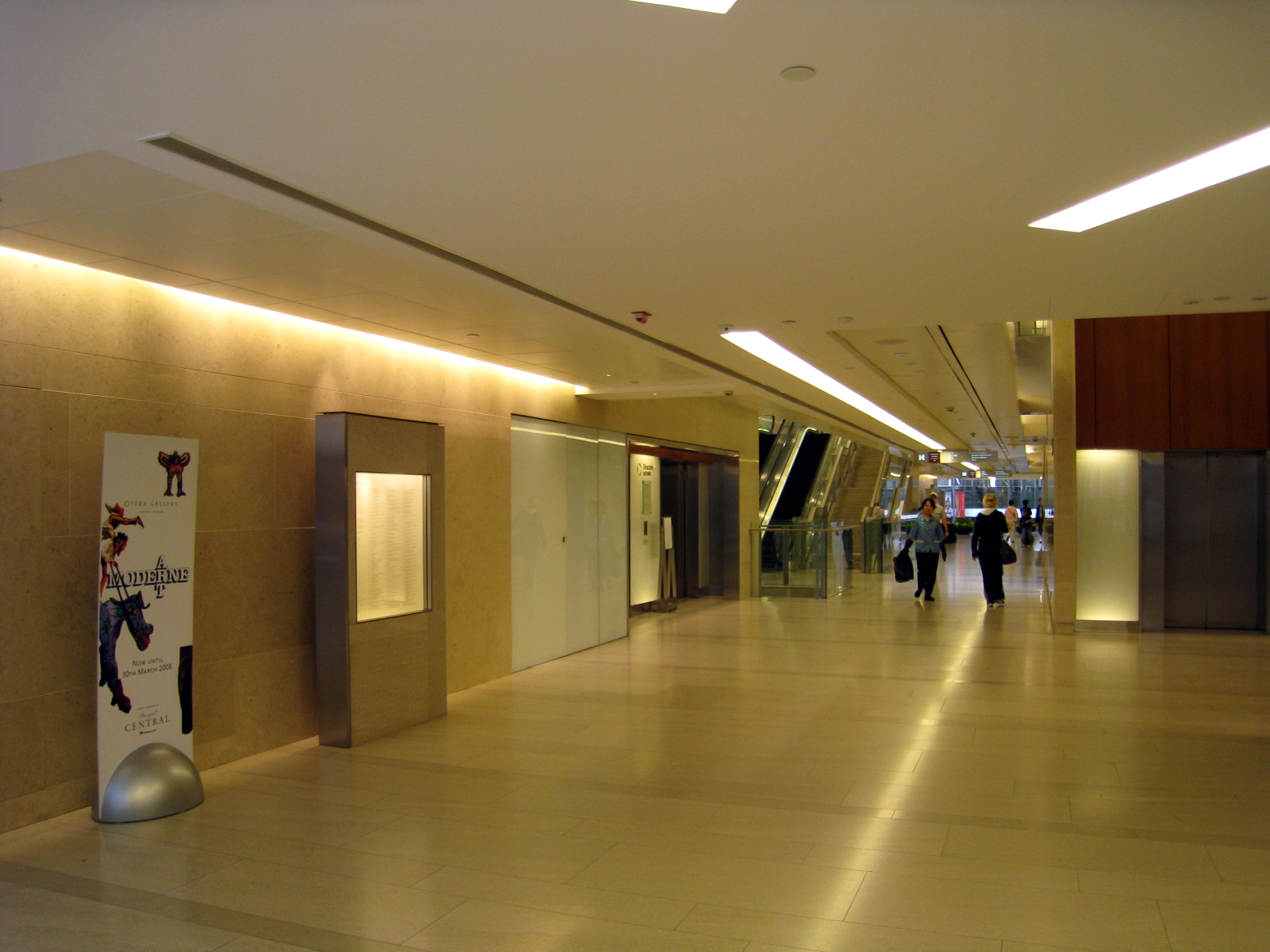
著名律師事務所的近律師行升降機大堂
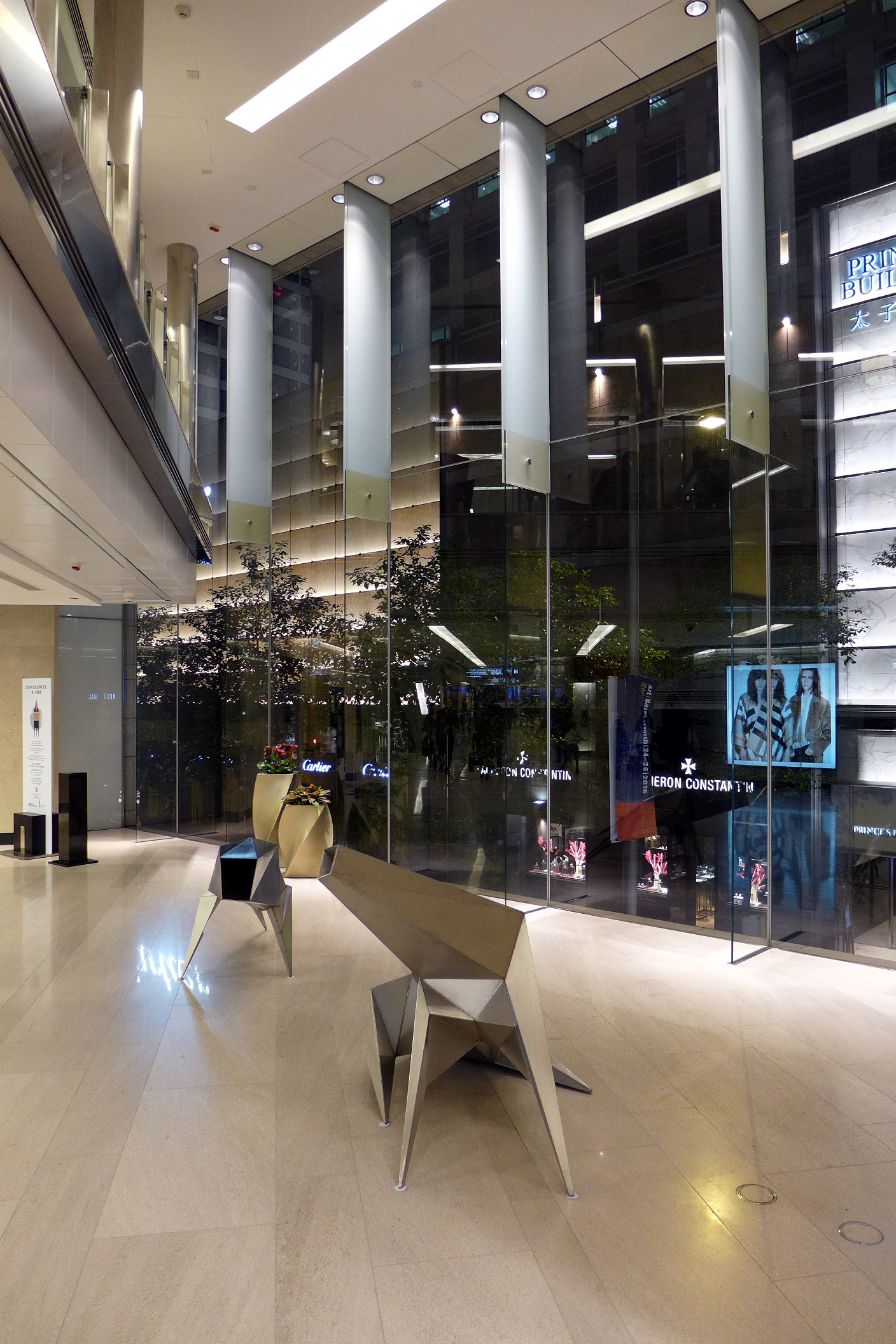
歷山大廈鄰近街景
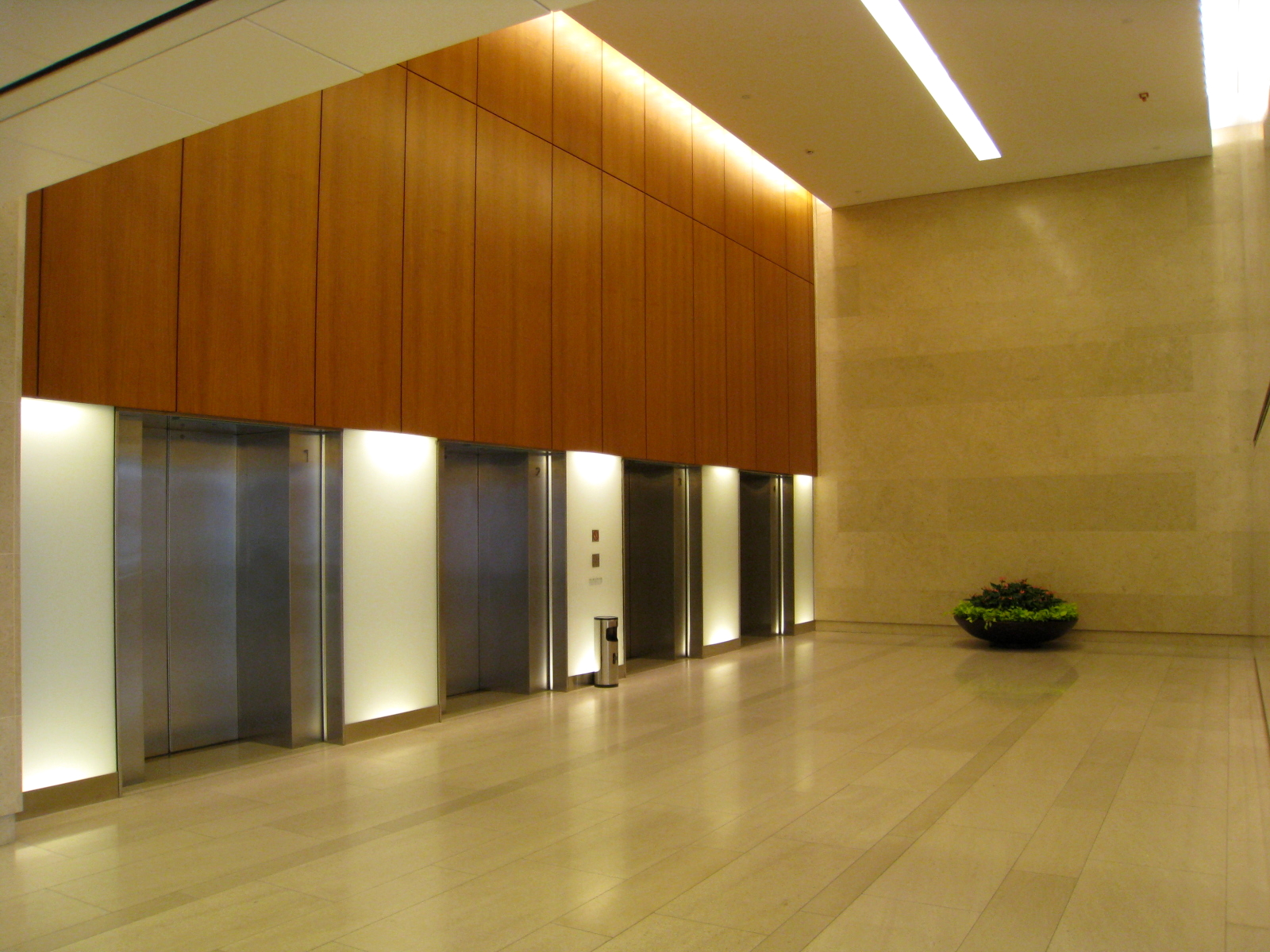
升降機大堂

## 樓層分佈
- 3樓至7樓、14樓及21樓：的近律師行（Decaons）
  - 3樓：商業及保險訴訟事務
  - 4樓：商業訴訟事務、建築及仲裁事務、人力資源及行政部、市場推廣部
  - 5樓：企業融資事務、接待處及詢問處
  - 6樓：會計部、信件接收處、資訊系統部、專業培訓部、房地產事務
  - 7樓：財務及破產事務、知識產權事務
  - 14樓：公司及商業事務組、金融服務、人力資源及退休金事務
  - 21樓：訴訟及爭議解決事務組
- 8樓：L .J. West (HK) Limited （803室）、赤壁資產管理有限公司（805-807室）、KIM & CHANG (HONG KONG)（808-809室）
- 8樓至12樓：年利達律師事務所（Linklaters）
- 15樓：匯嘉律師事務所（Walkers）
- 16樓：Rothschild & Co、 SOM建築設計事務所（Skidmore, Owings & Merrill）（1601室）
- 17樓：匯嘉律師事務所（Walkers）、周佩芳律師事務所（1708室）
- 18樓：瑞士日內瓦銀行香港代表辦事處、Russell Reynolds Associates（1801室）
- 19樓：蘇利文‧克倫威爾律師事務所（香港）有限法律責任合夥（SULLIVAN & CROMWELL (HONG KONG) LLP）
- 20樓：蘇利文‧克倫威爾律師事務所（香港）有限法律責任合夥（SULLIVAN & CROMWELL (HONG KONG) LLP）
- 22樓至23樓：夏禮文律師行
- 25樓：莊士機構
- 26樓至27樓：何韋律師行（Howse Williams）
- 28樓：安大略教師退休金計劃（亞洲）有限公司（2801 & 2805-2810室）、德匯律師事務所（DORSEY & WHITNEY）（2802-04室）
- 29樓：威嘉國際律師事務所（Weil, Gotshal & Manges）
- 30樓：美國美邦律師事務所有限法律責任合夥（Milbank LLP）
- 31樓：香港機場管理局（3101-3103室）、Harmony Advisors Limited（3105室）、STEPTOE & JOHNSON HK LLP（3108-3109室）、H.I.G. Capital Hong Kong Ltd.、隆星航業有限公司
- 32樓：通力律師事務所有限法律責任合夥（3201室）、HGC Investment Management（兆瑞資本）（3202室）、Priority Asset Management Group Limited （優先資產管理集團有限公司）（3204室）、 Chambers of Ronny Wong S.C.（3206-3207室）、江蘇中南建設集團股份有限公司（3209室）、雅迪集團控股有限公司
- 33樓：EX-R Consulting Ltd.、馮氏投資管理有限公司、馮氏控股（1937）有限公司、金星珠寶有限公司（K.S. Sze & Sons Ltd.）
- 34樓：Commerce & Finance Law Offices in Association with Eric Chow & Co.（3401室）、Orbis Investment Management (Hong Kong) Limited（3405-3408室）

## 外部連結
- 歷山大廈
- 歷山大廈地圖 （页面存档备份，存于）
- 1954年歷山大廈附近的雪廠街 （页面存档备份，存于）